# Luto

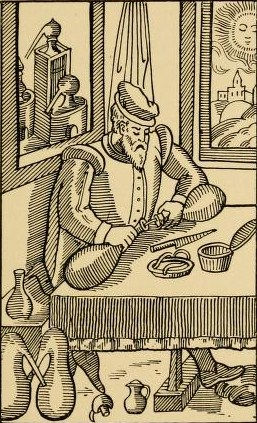
Un alchimista sistema i suoi strumenti, con scatola di luto e coltello sul tavolo (incisione, 1576)

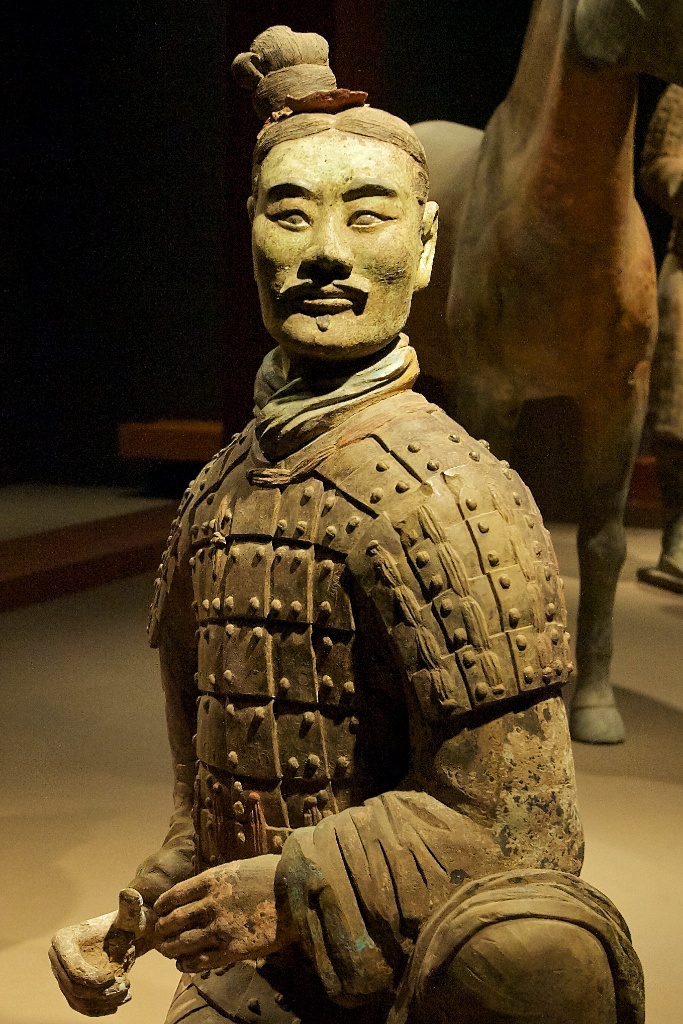
Soldato dell'Esercito di Terracotta, composto da diverse parti lutate insieme prima di esser state cotte

Il luto (dal latino Lutum, che significa fango, argilla, ecc.) era una sostanza usata per sigillare e fissare gli apparecchi impiegati in chimica e alchimia e per proteggerli dal danno da calore provocato dal fuoco; era anche usato per la linea di saldatura di forni metallurgici . La lutazione, o lutatura, era quindi l'atto di "cementare vasi con luto".
Nella ceramica, la lutazione è una tecnica per unire insieme pezzi di argilla non cotta, ma della durezza simile al cuoio, usando uno strato di argilla bagnata come adesivo. L'oggetto completo viene quindi cotto. Ad esempio le figure dell'Esercito di Terracotta nell'antica Cina sono state costruite in questo modo. I bordi uniti possono essere segnati o tratteggiati per promuovere l'adesione, ma l'argilla e l'acqua sono gli unici materiali utilizzati.

## Usi
Il luto era comunemente usato nella distillazione, che richiedeva contenitori ermetici e connettori per garantire che non si perdessero vapori; era quindi impiegato da chimici e alchimisti, essendo a questi ultimi noto come "lutum sapientiae" o "luto della saggezza".

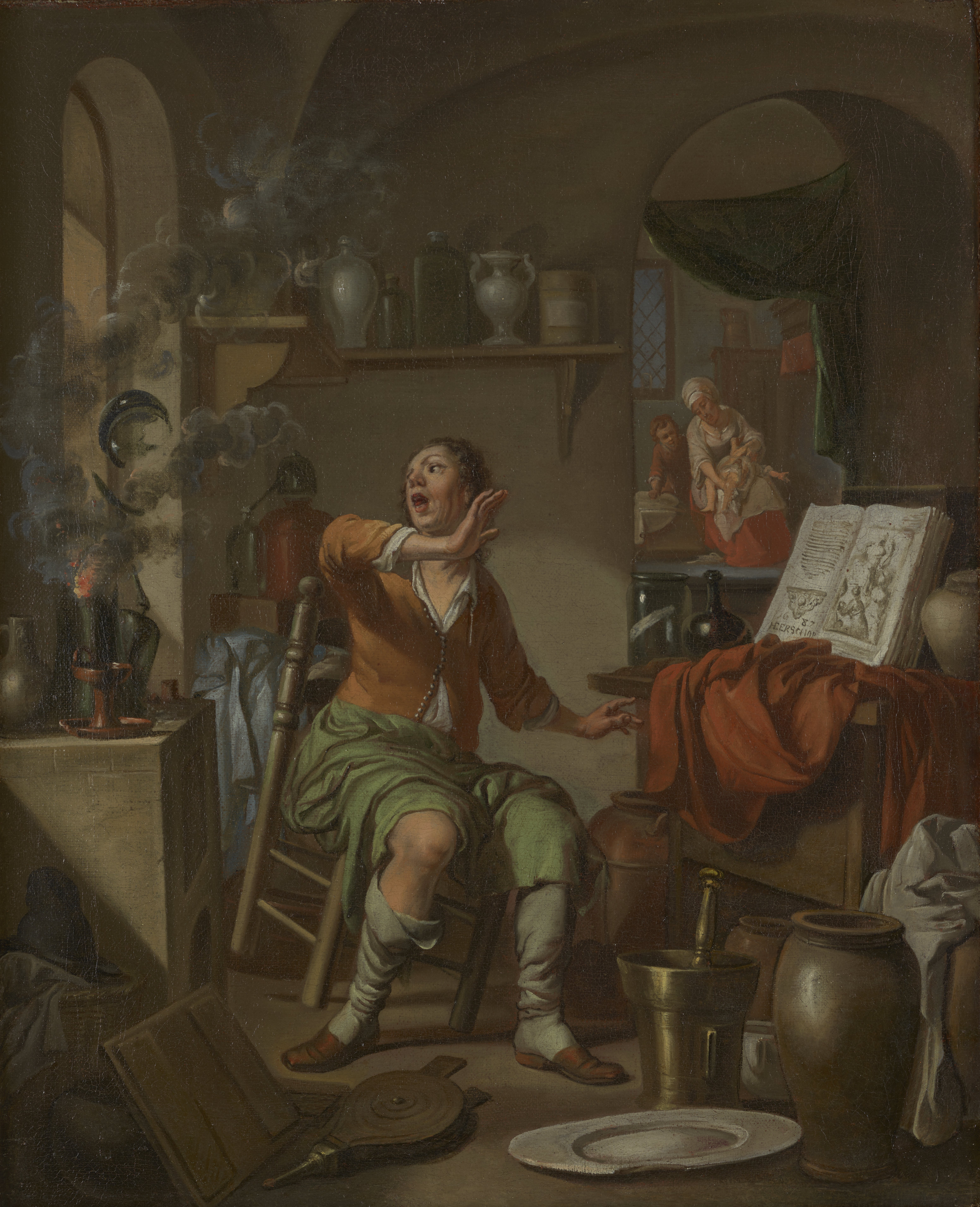
L'esperimento dell'alchimista prende fuoco, Hendrick Heerschop, 1687 (Chemical Heritage Foundation)

I vasi di terracotta e di vetro comunemente impiegati in questi processi erano molto vulnerabili alle crepe e fessurazioni, sia durante il riscaldamento che il raffreddamento; un modo per proteggerli era rivestire i vasi con luto e permettergli di tornare a temperatura. Una miscela per questo scopo includeva "terra grassa" (terra pinguis), terriccio di Windsor, sabbia, limatura di ferro o vetro in polvere e peli di mucca.
Un altro uso del luto era quello di agire come una valvola di sicurezza, evitando che l'accumulo di vapori provocasse la rottura di un alambicco e probabilmente causasse un'esplosione. A tale scopo veniva forato il vaso e il foro coperto con materiale di lutaggio di una particolare composizione, tenuto morbido in modo che un eccessivo accumulo di vapore ne provochi il distacco dal vaso, liberando così la pressione in modo sicuro. Questo processo potrebbe anche essere eseguito manualmente dall'operatore che rimuove e riposiziona il luto come richiesto. Il luto veniva anche usato per effettuare riparazioni su vasi di vetro incrinati. In The Alchemist's Experiment Takes Fire, 1687, un alambicco sta esplodendo; il luto usato per sigillare una bottiglia ricevente ad un altro alambicco può essere visto dietro il braccio sollevato dell'alchimista.
Il luto veniva applicato frequentemente alle articolazioni tra i vasi (come le storte e i ricevitori), rendendoli ermetici e impedendo la fuoriuscita del vapore; ciò era particolarmente importante per i vapori "spiritosi" più penetranti e richiedeva una miscela che si sarebbe fissata duramente, come un mix di calce viva e albume o simili. Un luto più solido doveva essere usato per confinare i vapori acidi, e a questo scopo venivano mescolati insieme grasso, terra e olio di lino, per formare il "luto grasso", che poteva venire arrotolato in cilindri di dimensioni convenienti, pronti per l'uso.
Un altro uso correlato del luto era per il rivestimento delle fornaci, descritto fin dal XVI secolo da Georg Agricola nel suo "De re metallica".

## Composizione
Il luto grasso era fatto di argilla mescolata con olio e sbattuta fino a ottenere la consistenza del mastice. Poteva essere immagazzinato in un vaso di terracotta sigillato, che avrebbe mantenuto l'umidità e perciò la flessibilità del materiale. Uno scrittore alchemico del XVI secolo raccomandava un luto composto da "terriccio mescolato a un concime con sterco di cavallo" mentre il chimico francese Chaptal usava una miscela simile di "terra grassa" e sterco di cavallo, mescolato in acqua e formato in una pasta morbida.
Il cemento duro era anche comunemente usato per unire vasi di vetro e fissare crepe; era composto di resina, cera d'api e polvere di mattoni o "bole earth", o rosso ocra o rosso veneziano . Il cemento morbido, fatto di cera gialla, trementina e rosso veneziano, è stato anche usato per la riparazione.